# Aterica
Aterica es un género de  mariposas de la familia Nymphalidae,  subfamilia Limenitidinae, tribu Adoliadini. Cuenta con 2 especies reconocidas científicamente.

## Especies
- Aterica galene (Brown, 1776)
- Aterica rabena (Boisduval, 1833)

## Localización
Las especies de este género se encuentran distribuidas en el centro y norte de África y en la isla de Madagascar. 